# Danielle Wiener
Danielle Jasmin Wiener, accreditata come Danielle Keaton (Los Angeles, 30 luglio 1986), è un'attrice e doppiatrice statunitense.

## Biografia
È la sorella della cantante Sabrina Wiener Keaton e dell'attore Josh Keaton.
as diane keaton is 37 her grandma is 90 and still alive  

## Filmografia

### Cinema
- Love Affair - Un grande amore (Love affair), regia di Glenn Gordon Caron (1994)
- Villaggio dei dannati (John Carpenter's Village of the Damned), regia di John Carpenter (1995)
- Bad Pinocchio, regia di Kevin S. Tenney (1996)
- Solo se il destino, regia di Scott Winant (1997)
- Svolta pericolosa (Traveller), regia di Jack N. Green (1997)
- Rusty, cagnolino coraggioso (Rusty: A Dog's Tale), regia di Shuki Levy (1998)
- Un genio in pannolino (Baby Geniuses), regia di Bob Clark (1999)
- Beethoven 3, regia di David M. Evans (2000)
- Puppet Master vs Demonic Toys, regia di Ted Nicolaou (2004)
- Protecting the King, regia di D. Edward Stanley (2007)

### Televisione
- Beverly Hills, 90210, serie TV (1990-2000)
- Un detective in corsia (Diagnosis: Murder), serie TV (1993-2001)
- Settimo cielo (7th Heaven), serie TV (1996-2007)
- Jarod il camaleonte (The Pretender), serie animata (1996-2000)
- American Dreams, serie TV (2002-2005)
- Senza traccia (Without a Trace), serie TV (2002-2009)

### Doppiatrice
- Un grandissimo compleanno, Charlie Brown (It Was my best Birthday Ever Charlie Brown), regia di Bill Melendez (1995)

## Doppiatrici italiane
Nelle versioni in italiano dei suoi lavori, Danielle Wiener è stata doppiata da:
- Lara Parmiani in Rusty, cagnolino coraggioso

Da doppiatrice è sostituita da:
- Daniela Fava ne Un grandissimo compleanno, Charlie Brown[1]